# 雲紋魢
雲紋魢（學名：Girella nebulosa）又名雲紋瓜子鱲，為輻鰭魚綱日鱸目魢科魢屬的其中一個種，傳統上歸類於鱸形目鿳科。
本魚分布於東南太平洋的復活節島海域，體長可達25.8公分，棲息在中上層水域。

## 擴展閱讀
維基物種上的相關：雲紋魢